# Teniente Esteban Martínez
Teniente Segundo Esteban Martínez (más conocido como Teniente Esteban Martínez) es un municipio paraguayo del departamento de Presidente Hayes, situado en el kilómetro 274 de la ruta PY12 "Vicepresidente Sánchez", a unos 311 km de Asunción, en la frontera misma con Fortín Cabo 1.º Lugones, provincia de Formosa, Argentina.
El centro urbano de la localidad se encuentra dentro del territorio del Parque Nacional Tinfunqué.

## Toponimia
Recibe su nombre en honor a Esteban Martínez, sargento primero paraguayo que murió en combate el 15 de julio de 1932, cuando los paraguayos bajo el mando del capitán Abdón Palacios recuperaron el Fortín Carlos Antonio López que había sido tomado 1 mes antes por el ejército boliviano, en el contexto del inicio de la Guerra del Chaco.En octubre de 1932 el sargento primero Esteban Martínez fue ascendido póstumamente al grado inmediatamente superior de Teniente Segundo.

## Historia
En el año 2006 consiguió la categoría de distrito mediante la Ley 3000/06.

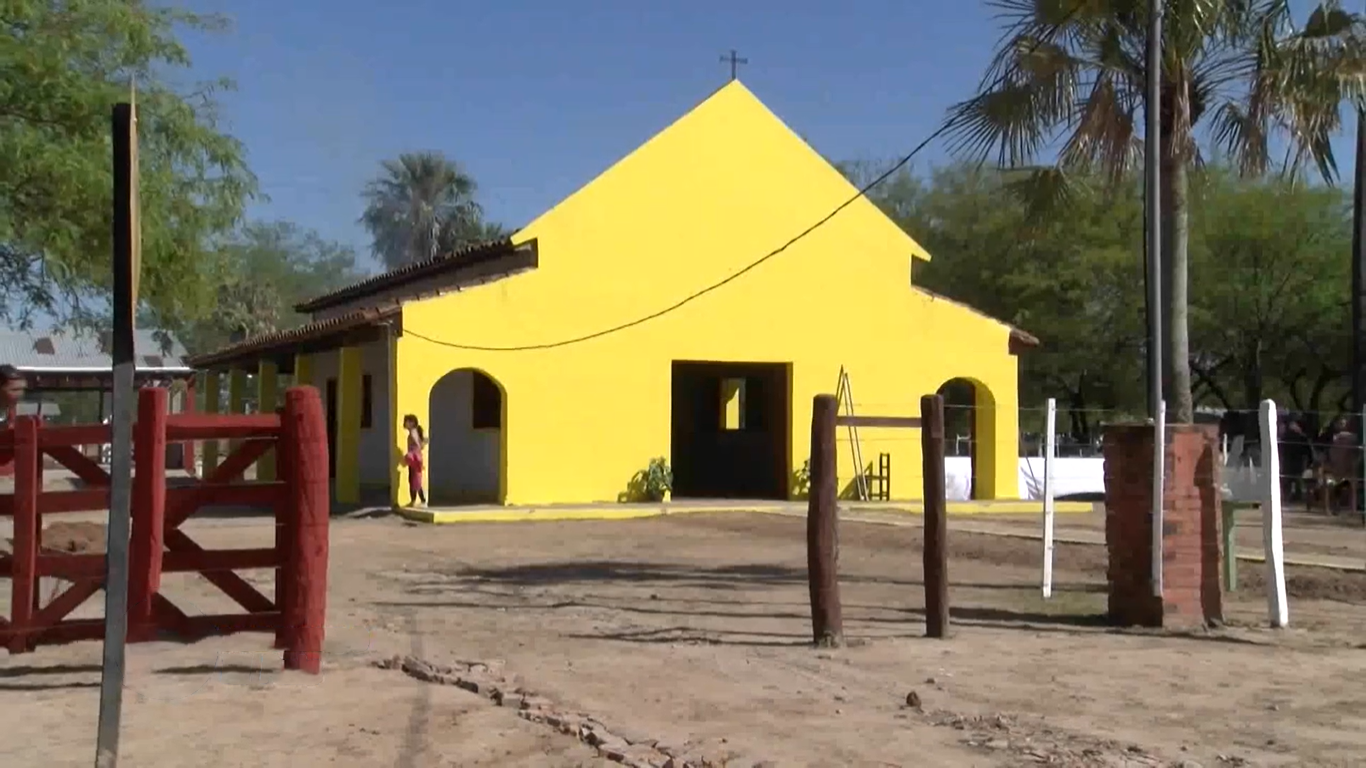
Iglesia del pueblo.

## Geografía
Se ubica en el km 274 de la ruta PY12, en la frontera con Fortín Cabo 1.º Lugones, provincia de Formosa, Argentina. Al noroeste limita con Teniente Rojas Silva, al norte con la zona rural de Campo Aceval, al noreste con Pozo Colorado y al este con Fortín Caballero. al sureste con Fortín Cabo Primero Cano. Y también limita con las localidades argentinas de Fortín Cabo 1.º Lugones al sur y con Posta Cambio Zalazar al suroeste y oeste, respectivamente.

| Noroeste: Teniente Rojas Silva | Norte: Campo Aceval          | Nordeste: Pozo Colorado           |
| Oeste: Posta Cambio Zalazar    |                              | Este: Fortín Caballero            |
| Suroeste: Posta Cambio Zalazar | Sur: Fortín Cabo 1.º Lugones | Sureste: Fortín Cabo Primero Cano |

## Clima
Según la clasificación Köppen, el clima de Teniente Esteban Martínez se puede clasificar como subtropical húmedo, presentando mínimas de -5 °C en invierno y máximas de 45 °C en verano. El invierno se caracteriza por ser muy seco y el verano por ser húmedo y con lluvias. 
La temperatura máxima histórica de la localidad es de 45,7 grados Celsius (114,3 °F), que fue registrada el 26 de enero de 2021, y es considerada la más alta en la historia meteorológica de Paraguay. 

## Infraestructura
En la actualidad, la infraestructura de la zona es pobre y deficiente, pero se espera que con las inversiones del gobierno paraguayo la comuna empiece a crecer y desarrollarse con mayor facilidad en los próximos años.
La localidad cuenta con algunas instituciones públicas como: una escuela primaria, un colegio secundario, un centro de salud (USF Teniente Esteban Martínez), una oficina de FUNDASSA (Fundación Servicios de Salud Animal), una oficina de SENACSA (Servicio Nacional de Calidad y Salud Animal), una comisaría y un juzgado de paz.

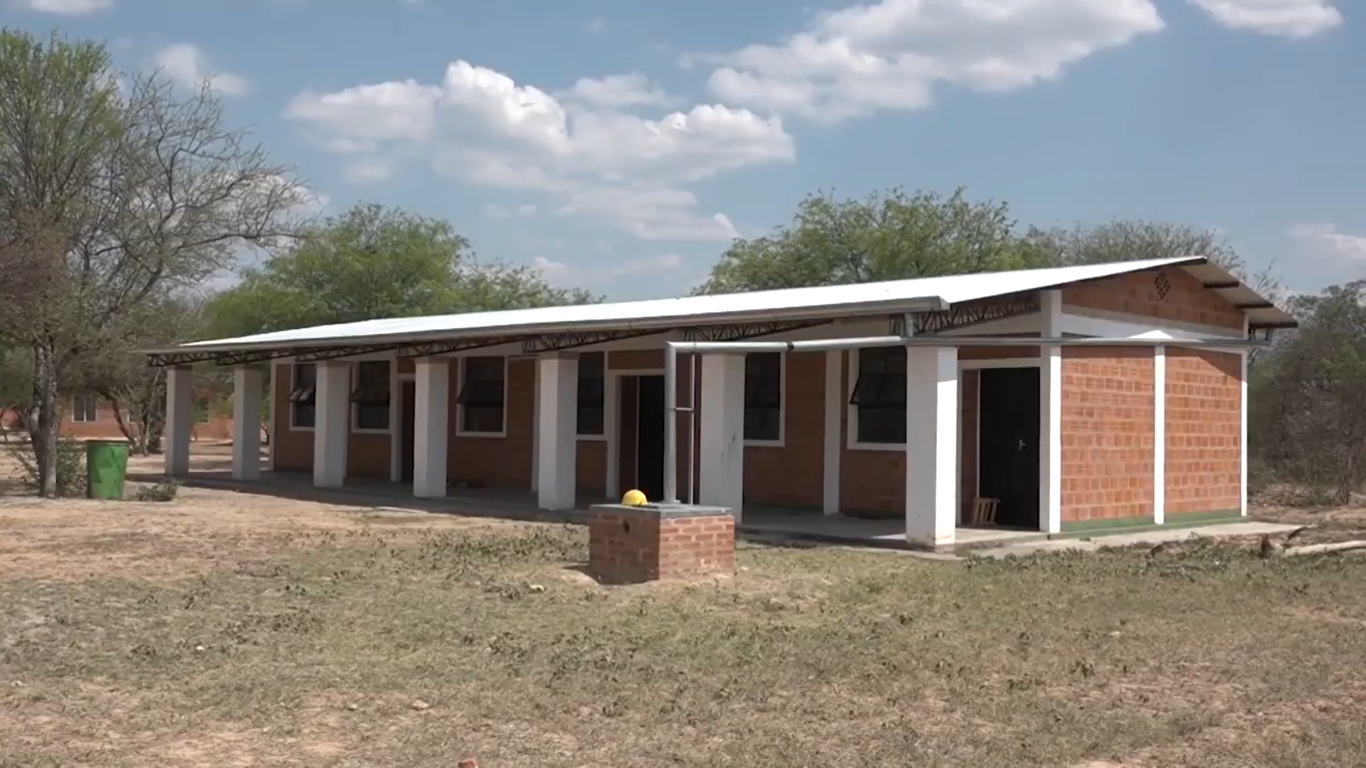
Escuela primaria de la localidad.

Así mismo, cuenta también con empresas y negocios privados que satisfacen las necesidades de los habitantes y viajeros que pasan por la zona como: una estación de servicio, locales de comida, hospedajes, minimercados, talleres mecánicos, etc. 
Y también cuenta con el Destacamento Militar Nº1 Teniente Esteban Martinez y una pequeña pista de aterrizaje de tierra de unos 1.000 metros, para el transporte aéreo militar y civil de la zona.

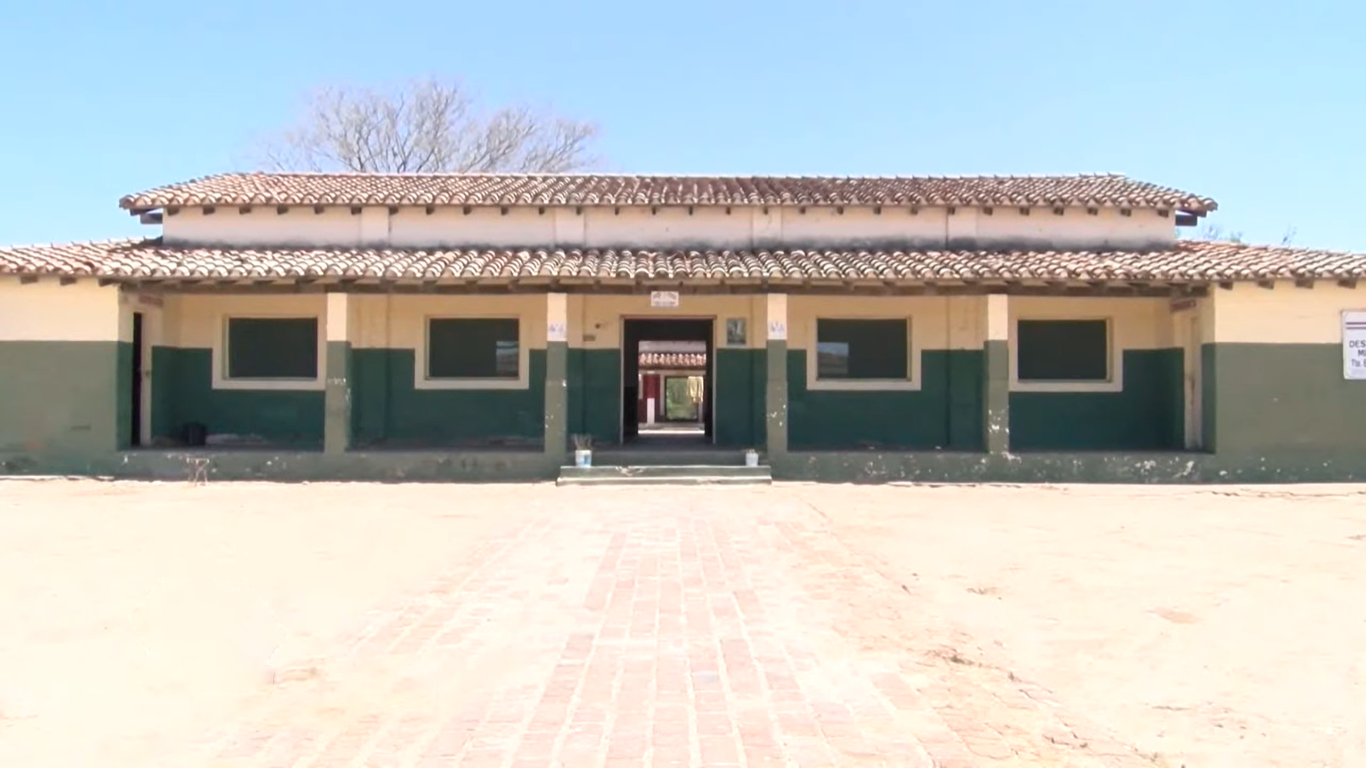
Destacamento Militar Nº1 Teniente Esteban Martínez.

## Cultura
El 12 de octubre de cada año se celebra su fiesta patronal en honor a Nuestra Señora de Fátima, en la cual se realizan asados masivos para todo el pueblo y competencias de rodeo y jineteadas, un deporte muy popular en la región al cual asisten personas de los poblados cercanos.

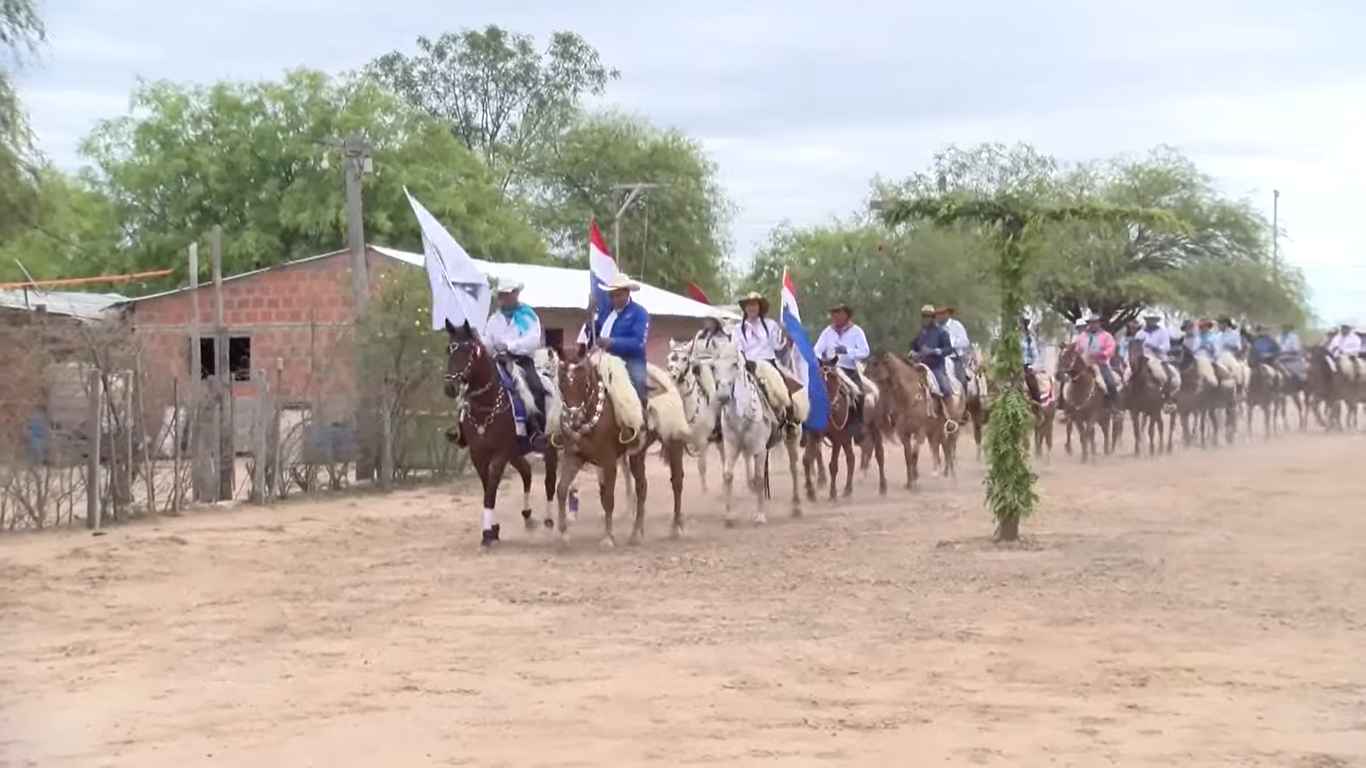
Jineteada en Teniente Esteban Martínez.

El municipio también posee una canción popular de polka paraguaya en su honor llamada "Che tava Teniente Esteban Martínez" (Que significa "Mi pueblo Teniente Esteban Martínez" en idioma guaraní).